# جین کیلبورن
جین کیلبورن (انگلیسی: Jean Kilbourne؛ زادهٔ ۵ ژانویهٔ ۱۹۴۳) یک سخنران عمومی، نویسنده، فیلم‌ساز و فعال مدنی اهل ایالات متحده آمریکا است که بابت فعالیت‌هایش در زمینهٔ تصویر زنان در تبلیغات و انتقادهایش در زمینهٔ تبلیغات الکل و سیگار شهرت جهانی دارد. وی همچنین بابت ابداع ایدهٔ آموزش دربارهٔ سواد رسانه‌ای، به‌عنوان راهی برای پیشگیری از مشکلات ناشی از شبکه‌های اجتماعی و تبلیغات رسانه‌های جمعی تمجید شده‌است. وی دربارهٔ موارد یادشده سخنرانی می‌کند و فیلم‌های مستندش (همچون مجموعهٔ «کشتار نرم ما») که بر پایهٔ این سخنرانی‌هاست، در سرتاسر جهان بیننده دارد.
او فارغ‌التحصیل کالج ولزلی است و از دانشگاه بوستون دکترای رشتهٔ آموزش دارد و از دانشکدهٔ ایالتی وست‌فیلد نیز «بابت پژوهش‌ها و بینشی که منجر گردید تا ما از مصرف‌گرایی به خودآگاهی برسیم» دکترای افتخاری دریافت کرده‌است.
نام او در سال ۲۰۱۵ در فهرست «تالار ملی مشاهیر زن» قرار گرفت.